# Linn Gottfridsson
Linn Karolina Hedda Olivia Gottfridsson, född den 5 juli 1974 i Visby, är en svensk manusförfattare för film och TV samt barnboksförfattare.

## Biografi
Gottfridsson är född och uppvuxen i Visby, Gotland. Under 1990-talet flyttade hon till Stockholm där hon bodde med sin man och två barn. Hon utbildade sig till manusförfattare vid Dramatiska institutet i Stockholm. Som manuselev studerade hon under Ingmar Bergman, och hon tilldelades tillsammans med bland andra Josefine Broman, Mårten Klingberg och Erik Ahrnbom 2001 års Ingmar Bergman-pris.
Gottfridsson har verkat som manusförfattare för film och TV sedan 2002, och som barnboksförfattare sedan 2016. Hon har bland annat skrivit manus till den Guldbaggebelönade filmen I taket lyser stjärnorna från 2009. 2022 skrev hon manus till Comedy Queen, som är baserad på Jenny Jägerfeldts bok med samma namn. Gottfridsson har givit ut tre barnböcker om karaktären Myran mellan 2016 och 2019.

## Filmografi

### Manus (i urval)
- 2002 – Viktor och hans bröder (kortfilm)[1]
- 2002 – S.P.U.N.G (tv-serie, 4 avsnitt mellan 2002-2004)[5]
- 2009 – I taket lyser stjärnorna[1]
- 2013 – Fjällbackamorden[1]
- 2017 – Enkelstöten (tv-serie)[5]
- 2019 – Björnstad (tv-serie)[5]
- 2022 – Comedy Queen[1]

### Dramaturg
- 2008 – Mamma Mu & Kråkan[1]
- 2012 – Kvarteret Skatan reser till Laholm[5]

## Utmärkelser
- 2001 – Ingmar Bergman-priset[5]